# Франсиз Еймз
Франсиз Рикс Еймз (на английски: Frances Rix Ames, произношение по IPA: /ˈfrɑːnsɪz eɪmz/) (20 април 1920 – 11 ноември 2002) е южноафриканска невроложка, психиатърка и правозащитничка.
Най-известна е с провеждането на медицинскоетичната експертиза в разследването на обстоятелствата около смъртта на анти-апартейд активиста Стив Бико, починал от липса на медицинска помощ след измъчване в полицията. Когато Медицинският и стоматологичен съвет на Южна Африка (South African Medical and Dental Council, SAMDC) отказва да вземе мерки срещу главния окръжния хирург и неговият помощник, които са лекували Бико, Еймз и група от петима учени и лекари набират средства и повеждат осемгодишна съдебна битка срещу здравната система. Еймз рискува своята лична сигурност и академична кариера в стремежа си към справедливост, отнасяйки делото до южноафриканския Върховен съд, където в крайна сметка печели делото през 1985 година.
Родена в Претория и израснала в бедност в Кейптаун, Еймз става първата жена, получила докторска степен по медицина от Университета на Кейптаун през 1964 година. Еймз изучава ефектите на канабиса върху мозъка и публикува няколко статии на тази тема. Наблюдавайки терапевтичните ползи от канабиса върху пациенти, особено такива с множествена склероза, тя става един от ранните поддръжници на легализацията на марихуаната за медицинско приложение. Тя оглавява катедрата по неврология в болница „Хроте Схюр“ до пенсионирането си през 1985 г., но продължава да чете лекции в болниците „Фолкенберг“ и „Александър“. След окончателното отменяне на апартейда през 1994 г., Еймз дава показания през Комисията за правда и помирение относно работата си по разследването на спазването на медицинскоетичните норми по случая с Бико. През 1999 г. Нелсън Мандела удостоява Франсиз Еймз с най-високата гражданска награда на ЮАР, „Звездата на Южна Африка“, като признание за работата ѝ в името на правата на човека. Архиепископ Дезмънд Туту почита Еймз като „една от шепата лекари, които се изправиха срещу режима на апартейда и държаха отговорни онези лекари, които бяха сключили тайно споразумение за нарушаване на човешките права."